# Несвітський Яків Іванович
Я́ків Іва́нович Несві́тський (27 квітня (10 травня) 1911, Потапці, Російська імперія — 28 квітня 1974, Київ, УРСР) — український вчений в галузі автомобільного транспорту, доктор технічних наук (1966), професор (1966). Засновник наукової школи Національного університету транспорту з міцності автомобілів. Лауреат Державної премії Української РСР у галузі науки і техніки (1976).

## Життєпис
Яків Несвітський народився у селянській родині в селі Потапці, що на Канівщині. Був найменшою, одинадцятою дитиною в сім'ї. Відвідував середню школу в сусідньому селі за 12 км від Потапців. Після закінчення сільськогосподарської професійно-технічної школи у Бобринці за спеціальністю «механік сільгосптехніки» вступив до Харківського інституту механізації сільського господарства. Закінчив виш 1936 року. Протягом двох років працював головним інженером автопідприємств у Сибіру та Казахстані, а 1938 року вступив до аспірантури Українського науково-дослідного інституту механізації сільського господарства.
Після завершення навчання був переведений до Києва, де до початку німецько-радянської війни працював головним інженером Народного комісаріату землевлаштування України. Під час бойових дій Яків Несвітський служив у лавах Радянської армії на різних інженерно-технічних посадах. Закінчив війну на посаді заступника начальника автомобільного полку з технічної частини у званні інженер-капітана. Обіймав посади головного інженера Головного Управління механізації сільського господарства Міністерства технічних культур УРСР, головного інженера Управління науки Міністерства сільського господарства, старшого наукового співробітника НДІ механізації сільського господарства Академії наук УРСР.
1946 року в Українському науково-дослідному інституті механізації сільського господарства захистив кандидатську дисертацію на тему «Дослідження системи для подачі палива трактора С-65».
З 1948 року працював у Київському автодорожньому інституті. До 1963 року працював доцентом, протягом 1963—1964 років обіймав посаду професора кафедри технічної експлуатації автомобільного транспорту, з 1961 по 1963 року був деканом автомобільного факультету. 1963 року захистив докторську дисертацію на тему «Технічна експлуатація автомобілів». 1966 року Несвітському було присуджено ступінь доктора технічних наук та присвоєно звання професора.
Працюючи на кафедрі технічної експлуатації автомобільного транспорту, Яків Несвітський заснував наукову школу з надійності автомобілів. Організував та очолив науково-дослідну лабораторію надійності машин на базі Міністерства автомобільного транспорту УРСР та виробничого об'єднання «АвтоКрАЗ». Дослідження проводились на Кременчуцькому автомобільному заводі та кар'єрах Інгулецького, Південного, Північного та Норильського гірничо-збагачувальних комбінатів.
У травні 1964 року Яків Несвітський очолив новостворену кафедру економіки і експлуатації автомобільного транспорту КАДІ.
За час роботи підготував понад 20 кандидатів технічних наук. Протягом 25 років входив до складу редколегії журналу «Механізація сільського господарства», був членом редколегії журналів «Автодорожник України», «Машинно-тракторні станції», «Автомобільний транспорт» (рос. «Автомобильный транспорт») та інших галузевих видань. Тривалий час був членом науково-технічної ради Міністерства автомобільної промисловості СРСР, Міністерства автомобільного транспорту УРСР, співпрацював з редакцією Української радянської енциклопедії.
Помер у квітні 1974 року в Києві. 1976 року був удостоєний Державної премії Української РСР в галузі науки і техніки (посмертно).

## Вибрана бібліографія
- Несвітський Я.І. Вантажні автомобілі підвищеної прохідності. — Київ : Державне видавництво сільськогосподарської літератури УРСР, 1946.
- Несвітський Я.І. Техническая эксплуатация автомобилей : учебник для студентов автомобильно-дорожных институтов. — Київ : Гостехиздат, 1961.
- Несвітський Я.І. Надежность автомобиля : учебник для вузов. — Москва : Транспорт, 1966. — 71 с.
- Несвітський Я.І., Левінсон Б.В. Справочник по техническому обслуживанию автомобилей. — Київ : Техніка, 1967.
- Несвітський Я.І. Техническая эксплуатация автомобилей: учебник для студентов автомобильно-дорожных институтов; издание второе, переработанное и дополненное. — Київ : Вища школа, 1971. — 428 с.

Несвітський є автором понад 120 наукових праць, серед яких більше 20 навчальних посібників та підручників. Книги Якова Несвітського видавались російською, українською, німецькою, литовською, польською, болгарською та китайською мовами. За друге видання підручника з технічної експлуатації автомобілів був удостоєний Державної премії УРСР в галузі науки і техніки. Ця книга стала настільною для працівників автомобільного транспорту та студентів автодорожніх вишів.

## Відзнаки та нагороди
- Державна премія Української РСР у галузі науки і техніки (1976, посмертно);
- Медаль «За бойові заслуги» (18 вересня 1943)[1]